# Chris Lillywhite
Chris Lillywhite (* 15. Juni 1966 in London) ist ein ehemaliger britischer Radrennfahrer und nationaler Meister im Radsport.

## Sportliche Laufbahn
Lillywhite war im Straßenradsport aktiv. Sein bedeutendster sportlicher Erfolg war der Sieg im Etappenrennen Milk Race 1993 vor Ole Sigurd Simensen. In dieser Rundfahrt gewann er 1992 und 1993 jeweils eine Etappe. 1990 holte er in der australischen Herold Sun Tour zwei Etappensiege. 1993 war er zweimal auf Etappen der Niederösterreich-Rundfahrt erfolgreich. 1995 gewann er einen Tagesabschnitt im Commonwealth Bank Classic und die Tour of the Cotswolds. In der Gesamtwertung wurde er Zweiter. Zudem gewann er die Tour of Lancashire sowie den Thwaites Grand Prix. 1996 folgte ein Etappensieg in der Ostschweizer Rundfahrt. 1997 (wie bereits 1994) gewann er das Tom Simpson Memorial und eine Etappe im Commonwealth Bank Classic. 1998 gewann er mit dem Lincoln Grand Prix eines der international renommiertestes britischen Eintagesrennen.
In der nationalen Meisterschaft im Straßenrennen wurde Lillywhite 1988 und 1995 Dritter. Die Meisterschaft im Kriterium gewann er 1993.